# Веслування на байдарках і каное на літніх Олімпійських іграх 2024 — каное-одиночки, 200 метрів (жінки)
Змагання з веслування на каное-одиночках на дистанції 200 м серед жінок на літніх Олімпійських іграх 2024 відбудуться 8 і 10 серпня на Національному олімпійському морському стадіоні Іль-де-Франс у Вер-сюр-Марні.

## Розклад
Вказано центральноєвропейський літній час (UTC+2)
Змагання відбуваються в два дні, по два раунди щодня.
| Дата           | Час         | Раунд                          |
| -------------- | ----------- | ------------------------------ |
| 8 серпня 2024  | 10:30 12:40 | Попередні запливи Чвертьфінали |
| 10 серпня 2024 | 11:40 13:40 | Півфінали Фінали               |

## Підсумки

### Попередні запливи
Система виходу далі: 1-2-ге місця до півфіналів, решта — до чвертьфіналів..
| Місце | Доріжка | Каноїстка          | Країна                    | Час     | Нотатки |
| ----- | ------- | ------------------ | ------------------------- | ------- | ------- |
| 1     | 5       | Дорота Боровська   | Польща (POL)              | 47.92   | ПФ      |
| 2     | 6       | Валденіс Консейсан | Бразилія (BRA)            | 48.57   | ПФ      |
| 3     | 4       | Ліза Ян            | Німеччина (GER)           | 48.92   | ЧФ      |
| 4     | 2       | Їннолі Лопес       | Куба (CUB)                | 49.27   | ЧФ      |
| 5     | 8       | Б'юті Отуедо       | Нігерія (NGR)             | 55.77   | ЧФ      |
| 6     | 3       | Ермінія Тейшейра   | Сан-Томе і Принсіпі (STP) | 59.44   | ЧФ      |
| 7     | 7       | Райна Тайтінґфонґ  | Гуам (GUM)                | 1:05.90 | ЧФ      |

| Місце | Доріжка | Каноїстка         | Країна                                | Час   | Нотатки |
| ----- | ------- | ----------------- | ------------------------------------- | ----- | ------- |
| 1     | 6       | Невін Гаррісон    | США (USA)                             | 45.70 | ПФ      |
| 2     | 3       | Юлія Трушкіна     | Індивідуальні нейтральні атлети (AIN) | 46.15 | ПФ      |
| 3     | 5       | Лінь Веньцзюнь    | Китай (CHN)                           | 46.84 | ЧФ      |
| 4     | 8       | Анастасія Рибачок | Україна (UKR)                         | 47.04 | ЧФ      |
| 5     | 2       | Карен Роко        | Чилі (CHI)                            | 47.55 | ЧФ      |
| 6     | 4       | Мануела Гомес     | Колумбія (COL)                        | 49.87 | ЧФ      |
| 7     | 7       | Марія Олерашу     | Молдова (MDA)                         | 50.14 | ЧФ      |

| Місце | Доріжка | Каноїстка        | Країна                                | Час   | Нотатки |
| ----- | ------- | ---------------- | ------------------------------------- | ----- | ------- |
| 1     | 2       | Софія Дженсен    | Канада (CAN)                          | 46.80 | ПФ      |
| 2     | 5       | Антія Хакоме     | Іспанія (ESP)                         | 47.35 | ПФ      |
| 3     | 3       | Нілюфар Зокірова | Узбекистан (UZB)                      | 48.98 | ЧФ      |
| 4     | 8       | Даньєла Кочу     | Молдова (MDA)                         | 49.14 | ЧФ      |
| 5     | 7       | Олеся Ромасенко  | Індивідуальні нейтральні атлети (AIN) | 49.83 | ЧФ      |
| 6     | 4       | Айоміде Белло    | Нігерія (NGR)                         | 49.85 | ЧФ      |
| 7     | 6       | Комбе Сек        | Сенегал (SEN)                         | 54.76 | ЧФ      |

| Місце | Доріжка | Каноїстка       | Країна         | Час   | Нотатки |
| ----- | ------- | --------------- | -------------- | ----- | ------- |
| 1     | 5       | Кеті Венсан     | Канада (CAN)   | 47.22 | ПФ      |
| 2     | 2       | Марія Корбера   | Іспанія (ESP)  | 47.74 | ПФ      |
| 3     | 7       | Агнеш Кішш      | Угорщина (HUN) | 48.00 | ЧФ      |
| 4     | 4       | Людмила Лузан   | Україна (UKR)  | 48.42 | ЧФ      |
| 5     | 6       | Ежені Доранж    | Франція (FRA)  | 49.22 | ЧФ      |
| 6     | 3       | Нгуєн Тхі Хуонг | В'єтнам (VIE)  | 49.74 | ЧФ      |

| Місце | Доріжка | Каноїстка          | Країна          | Час   | Нотатки |
| ----- | ------- | ------------------ | --------------- | ----- | ------- |
| 1     | 4       | Яріслейдіс Сіріло  | Куба (CUB)      | 45.94 | ПФ      |
| 2     | 5       | Марія Маїльярд     | Чилі (CHI)      | 46.50 | ПФ      |
| 3     | 6       | Кінче Такач        | Угорщина (HUN)  | 46.60 | ЧФ      |
| 4     | 2       | Катажина Шперкевич | Польща (POL)    | 47.49 | ЧФ      |
| 5     | 3       | Марія Бровкова     | Казахстан (KAZ) | 48.43 | ЧФ      |
| 6     | 7       | Майке Якоб         | Німеччина (GER) | 48.67 | ЧФ      |

### Чвертьфінали
Система виходу далі: 1-2-ге місця до півфіналів, rest out.
| Місце | Доріжка | Каноїстка          | Країна                                | Час     | Нотатки |
| ----- | ------- | ------------------ | ------------------------------------- | ------- | ------- |
| 1     | 6       | Анастасія Рибачок  | Україна (UKR)                         | 47.11   | ПФ      |
| 2     | 4       | Агнеш Кішш         | Угорщина (HUN)                        | 47.13   | ПФ      |
| 3     | 3       | Катажина Шперкевич | Польща (POL)                          | 47.74   |         |
| 4     | 7       | Олеся Ромасенко    | Індивідуальні нейтральні атлети (AIN) | 47.92   |         |
| 5     | 5       | Ліза Ян            | Німеччина (GER)                       | 48.55   |         |
| 6     | 8       | Нгуєн Тхі Хуонг    | В'єтнам (VIE)                         | 49.09   |         |
| 7     | 1       | Марія Олерашу      | Молдова (MDA)                         | 52.03   |         |
| 8     | 2       | Ермінія Тейшейра   | Сан-Томе і Принсіпі (STP)             | 1:00.28 |         |

| Місце | Доріжка | Каноїстка         | Країна           | Час     | Нотатки |
| ----- | ------- | ----------------- | ---------------- | ------- | ------- |
| 1     | 6       | Людмила Лузан     | Україна (UKR)    | 47.42   | ПФ      |
| 2     | 3       | Карен Роко        | Чилі (CHI)       | 47.73   | ПФ      |
| 3     | 5       | Нілюфар Зокірова  | Узбекистан (UZB) | 48.47   |         |
| 4     | 7       | Марія Бровкова    | Казахстан (KAZ)  | 48.61   |         |
| 5     | 4       | Їннолі Лопес      | Куба (CUB)       | 48.76   |         |
| 6     | 2       | Айоміде Белло     | Нігерія (NGR)    | 49.24   |         |
| 7     | 8       | Райна Тайтінґфонґ | Гуам (GUM)       | 1:01.17 |         |

| Місце | Доріжка | Каноїстка      | Країна          | Час     | Нотатки |
| ----- | ------- | -------------- | --------------- | ------- | ------- |
| 1     | 5       | Кінче Такач    | Угорщина (HUN)  | 47.47   | ПФ      |
| 2     | 4       | Лінь Веньцзюнь | Китай (CHN)     | 48.13   | ПФ      |
| 3     | 6       | Даньєла Кочу   | Молдова (MDA)   | 48.93   |         |
| 4     | 2       | Мануела Гомес  | Колумбія (COL)  | 49.54   |         |
| 5     | 7       | Ежені Доранж   | Франція (FRA)   | 49.67   |         |
| 6     | 8       | Майке Якоб     | Німеччина (GER) | 51.40   |         |
| 7     | 1       | Комбе Сек      | Сенегал (SEN)   | 53.82   |         |
| 8     | 3       | Б'юті Отуедо   | Нігерія (NGR)   | 1:01.82 |         |

### Півфінали
Вихід далі: 1-4-те місця до фіналу A, решта — до фіналу B.
| Місце | Доріжка | Каноїстка         | Країна                                | Час   | Нотатки |
| ----- | ------- | ----------------- | ------------------------------------- | ----- | ------- |
| 1     | 3       | Яріслейдіс Сіріло | Куба (CUB)                            | 45.31 | FA      |
| 2     | 6       | Юлія Трушкіна     | Індивідуальні нейтральні атлети (AIN) | 45.32 | FA      |
| 3     | 4       | Софія Дженсен     | Канада (CAN)                          | 45.66 | FA      |
| 4     | 8       | Лінь Веньцзюнь    | Китай (CHN)                           | 45.70 | FA      |
| 5     | 2       | Марія Корбера     | Іспанія (ESP)                         | 45.78 | FB      |
| 6     | 5       | Дорота Боровська  | Польща (POL)                          | 46.52 | FB      |
| 7     | 7       | Людмила Лузан     | Україна (UKR)                         | 46.67 | FB      |
| 8     | 1       | Агнеш Кішш        | Угорщина (HUN)                        | 47.01 | FB      |

| Місце | Доріжка | Каноїстка          | Країна         | Час   | Нотатки |
| ----- | ------- | ------------------ | -------------- | ----- | ------- |
| 1     | 5       | Кеті Венсан        | Канада (CAN)   | 45.01 | FA      |
| 2     | 4       | Невін Гаррісон     | США (USA)      | 45.30 | FA      |
| 3     | 6       | Антія Хакоме       | Іспанія (ESP)  | 45.62 | FA      |
| 4     | 8       | Кінче Такач        | Угорщина (HUN) | 46.37 | FA      |
| 5     | 3       | Валденіс Консейсан | Бразилія (BRA) | 46.46 | FB      |
| 6     | 2       | Марія Маїльярд     | Чилі (CHI)     | 46.76 | FB      |
| 7     | 1       | Карен Роко         | Чилі (CHI)     | 47.63 | FB      |
| 8     | 7       | Анастасія Рибачок  | Україна (UKR)  | 47.76 | FB      |

### Фінали
| Місце | Доріжка | Каноїстка         | Країна                                | Час   | Нотатки |
| ----- | ------- | ----------------- | ------------------------------------- | ----- | ------- |
| 1     | 4       | Кеті Венсан       | Канада (CAN)                          | 44.12 | WB      |
| 2     | 6       | Невін Гаррісон    | США (USA)                             | 44.13 |         |
| 3     | 5       | Яріслейдіс Сіріло | Куба (CUB)                            | 44.36 |         |
| 4     | 2       | Антія Хакоме      | Іспанія (ESP)                         | 44.78 |         |
| 5     | 3       | Юлія Трушкіна     | Індивідуальні нейтральні атлети (AIN) | 44.83 |         |
| 6     | 7       | Софія Дженсен     | Канада (CAN)                          | 45.08 |         |
| 7     | 1       | Лінь Веньцзюнь    | Китай (CHN)                           | 45.23 |         |
| 8     | 8       | Кінче Такач       | Угорщина (HUN)                        | 45.68 |         |

| Місце | Доріжка | Каноїстка          | Країна         | Час   | Нотатки |
| ----- | ------- | ------------------ | -------------- | ----- | ------- |
| 9     | 5       | Марія Корбера      | Іспанія (ESP)  | 45.45 |         |
| 10    | 3       | Дорота Боровська   | Польща (POL)   | 46.36 |         |
| 11    | 1       | Агнеш Кішш         | Угорщина (HUN) | 46.54 |         |
| 12    | 6       | Марія Маїльярд     | Чилі (CHI)     | 46.77 |         |
| 13    | 4       | Валденіс Консейсан | Бразилія (BRA) | 46.82 |         |
| 14    | 8       | Анастасія Рибачок  | Україна (UKR)  | 47.71 |         |
| 15    | 2       | Карен Роко         | Чилі (CHI)     | 48.25 |         |
| 16    | 7       | Людмила Лузан      | Україна (UKR)  | DNS   |         |